# 布魯南博爾之戰

布魯南博爾之戰，是937年英格蘭國王艾塞斯坦對抗愛爾蘭都柏林王國，蘇格蘭阿爾巴王國、斯特拉斯克萊德王國聯軍攻勢的戰役，艾塞斯坦軍隊的大勝確立了甫成立不久的英格蘭王國維持一統，此一戰役常被後世視為英國民族主義的原點。